# John Eke
John Wicktor Eke (Högby, Borgholm, Comtat de Kalmar, 12 de març de 1886 – Pennsylvania, Estats Units, 11 de juny de 1964) fou un atleta suec que va competir a començament del segle xx.
El 1912 va prendre part en els Jocs Olímpics d'Estocolm, on guanyà dues medalles del programa d'atletisme. En els cros per equips guanyà la medalla d'or, mentre en els cros individual guanyà la de bronze. També disputà la prova dels 10.000 metres però un cop a la final decidí no disputar-la. Un cop finalitzats els Jocs de 1912 es traslladà a Nova York, on va córrer per l'Irish American Athletic Club.

## Millors temps
- 10.000 metres. 33' 33.0" (1912)[1]